# سيد أحمد بوزيان
سيد أحمد بوزيان (بالفرنسية: Sid-Ahmed Bouziane)‏ هو لاعب كرة قدم جزائري وفرنسي في مركز الوسط، ولد في 18 يوليو 1983 في Quetigny ‏ في فرنسا. لعب مع لو مون لوزان ونادي ثون ونادي سامبدوريا ونادي سيرفيت ونادي كياسو ونادي لو تشو دي فوندز.

## وصلات خارجية
- سيد أحمد بوزيان على موقع قاعدة بيانات كرة القدم.إي يو (الإنجليزية)
- سيد أحمد بوزيان على موقع Soccerway.com (الإنجليزية)
- سيد أحمد بوزيان على موقع عالم كرة القدم.نت (الإنجليزية)